# 安娜贝格-布赫霍尔茨
安娜贝格-布赫霍尔茨（德語：Annaberg-Buchholz，發音：[ˈanabɛʁk ˈbuːxhɔlts] ⓘ）是德国萨克森州厄尔士山县的城市，也是厄尔士山县的县治，面积28.15平方千米，2023年12月31日人口为19,470人。

## 友好城市
- 德国 魏登
- 爱沙尼亚 派德
- 捷克 霍穆托夫